# Funtana Chistagna
Die Funtana Chistagna (Aussprache [funˌtanːɐ tɕiˈʃtaɲɐ], vereinfacht funtanna tschischtanja) ist eine Karstquelle und vadose Tropfsteinhöhle in der Val d’Assa im Schweizerischen Unterengadin.
Schriftquellen zeigen, dass die intermittierende Quelle mindestens seit 1562 bekannt ist. Damals und bis ins 18. oder sogar 19. Jahrhundert hin versiegte die Quelle gemäss verschiedenen Quellen periodisch mehrmals täglich. Seither sind nur noch kleine, wetterabhängige Schwankungen der Schüttung zu verzeichnen.
Die Höhle hat eine vermessene Länge von 290 Meter, bei einer Vertikalausdehnung von knapp 39 Metern. Sie ist nicht touristisch erschlossen.

## Name
Der Name der Quelle hat über die Zeiten verschiedene orthographische Anpassungen erfahren. So wurden und werden die folgenden Bezeichnung verwendet, in chronologischer Reihenfolge: Fontana Chistaina, Funtana Sistaina, Fontana Chi staina, Funtana Chistaina, Funtana chi staina und Funtana Chistagna. Funtana Chistagna ist heute die offizielle Bezeichnung.
Der Name entstand aus dem Satzfragment «funtana chi stagna», das im lokalen Idiom Vallader «Quelle, die versiegt» bedeutet (lat.  stagnare stauen). Eine frühere Deutung des Namens als fontana quae se tenet (lat. für «Quelle, die sich hält» oder «Quelle, die innehält») wurde verworfen.
Während im Deutschen Begriffs- und Namensbildungen meist mit Hilfe von Komposita sowie Adjektiven oder Partizipien erfolgen (hier wären hypothetische Beispiele Feenquelle, Steinerne Träne, Stockende Quelle), verläuft die Begriffsbildung im Romanischen nicht selten über kurze Relativsätze. Die zunächst merkwürdig anmutende Namensbildung «funtana chi stagna» entspricht also zahlreichen anderen rätoromanischen Begriffsbildungen der Art «staila chi crouda» (deutsch «Stern, der fällt» = «Sternschnuppe»).
Teilübersetzungen der Art «Quelle Chistagna» oder «Chistagna Fountain» sind in der deutschen oder englischen Literatur nicht üblich.

## Lage und Zugänglichkeit
Die Quelle befindet sich auf 1815 m ü. M. im Val d’Assa (wörtlich «Bretttal»), einem kurzen Seitental des Schweizerischen Unterengadins, in der Flanke des Piz S-chalambert Dadaint (3031 m ü. M.). Das Gebiet gehört zum Ort Ramosch und damit politisch zur Gemeinde Valsot.
Die Quelle ist in einer zwei- bis dreistündigen Wanderung von der Haltestelle «Strada Seraplana» des Postautos zu erreichen.
An der Position der Quelle befinden sich vier Höhleneingänge in einer Felswand. Das Quellwasser strömt aus der einen der Höhlen in Form eines kleinen Wasserfalls, während die weiteren Höhle trocken sind.
Die Höhlen sind durch leichte Kletterei zu erreichen. In den 1950er Jahren bestand eine Begehungshilfe in Form von in den Boden eingelassenen Pfählen im Eingangsbereich der aktiven Höhle.
Das Quellwasser fliesst als Aua da Val d’Assa ab und würde natürlicherweise bei Ramosch Resgia in den Inn münden. Die Aua da Val d’Assa wird jedoch vorher gefasst und dem Wasserkraftwerk in Martina zugeführt.

## Forschungs- und Publikationsgeschichte
Nach heutigem Kenntnisstand ist die Quelle seit dem 16. Jahrhundert bekannt. Die folgenden Ereignisse führten zur Erforschung der Höhle sowie zur touristischen Bekanntmachung:
- 1562: Der Engadiner Reformator und Bibelübersetzer Duri Champell untersucht die Quelle. Er stellt drei Zyklen pro Tag fest. Nach seinen Informationen begannen die Schüttungen um 9 Uhr, um 12 Uhr und am Abend.[4][7][18]
- 1563 / 1565: Der Naturforscher Conrad Gessner aus Zürich berichtet wenig später von Zyklen, die aus einer zweistündigen Schüttung, gefolgt von einer zweistündigen Pause bestehen[4], was sechs Zyklen pro Tag ergäbe.
- 1770: Der Appenzeller Geograf Gabriel Walser beschreibt die Quelle in seiner Schweitzer-Geographie samt den Merkwürdigkeiten in den Alpen und hohen Bergen.[19]
- 1788: Der lokale Pfarrer, Pädagoge und Forscher Peider Nuot Saluz aus Lavin stellt ebenfalls ein Pulsieren fest, kommt aber zu anderen Zykluslängen als Duri Champell und Conrad Gesner.[7]
- 1810: Der Reisejournalist Johann Gottfried Ebel beschreibt die Morphologie der damals bekannten, 50 Meter langen Höhle in einem Reiseführer.[20]
- 1857: Der Arzt Jacob Papon, naturinteressierter Kurgast im nahen Vulpera und Vorstandsmitglied der Naturforschenden Gesellschaft Graubündens, kann keine Zyklen mit vollständigem Versiegen der Quelle mehr beobachten.[7]
- 1866: Der Arzt und Naturforscher Eduard Killias aus dem nahen Scuol stellt am 17. August 1866 ebenfalls kein oder jedenfalls kein vollständiges Pulsieren der Quelle mehr fest.[7][21]
- 1884: Eduard Killias verfasst in der Schweizerischen Alpenzeitung eine sechsseitige Beschreibung der Quelle.
- 1895: Die Quelle findet touristische Erwähnung im Führer Der Tourist in der Schweiz von Iwan von Tschudi.
- 1909: Der Geologe Christian Tarnuzzer aus Chur untersucht Quelle und Höhlen.[22][7][23]
- 1924: Wasserfluss, Wassertemperatur sowie Lufttemperatur werden vom 8. bis 15. August wissenschaftlich erforscht. Das Ausbleiben eines regelmässigen, vollständigen Pulsierens wird einmal mehr bestätigt. Stattdessen wird ein Zusammenhang mit den Niederschlägen und dem temperaturbedingten Schmelzwasserfluss hergestellt.[24]
- 1935: Die Höhle wird im Kataster der Schweizer Höhlen erfasst, allerdings nicht im Umfang der zu jenem Zeitpunkt bereits bekannten Informationen über die Höhle.[25][26][27]
- 1953: Bis zu diesem Zeitpunkt sind nur die ersten 50 m der Quellhöhle bekannt.[7]
- 1953: Am 15. August untersuchen der Engländer John Hooper, seine Frau Winifred Hooper (alias «Win Hooper» oder auch «The Weasel», wörtlich «Das Wiesel») und der Zürcher Theodor F. Anker die Höhle. Ihr vorrangiges Interesse gilt nicht der Höhlenkunde, sondern der Zoologie: Sie suchen Überwinterungsstandorte von Fledermäusen. Dank glücklicher Zufälle gelingt es ihnen, den später als Wieselloch[28] bezeichneten Schluf zu öffnen und somit den bekannten Horizont von 50 m auf 250 m zu erhöhen.[7][16]
- 1954: Im August erweitern das Ehepaar Hooper und Theodor Anker die Entdeckungen des Vorjahrs. In den beiden Folgejahren erforscht Theodor F. Anker die Höhle mit Mitgliedern der Schweizerischen Gesellschaft für Höhlenforschung und erstellt vom Hauptgang einen Höhlenplan im Massstab 1:500.[16][29]
- 1956: John Hooper publiziert die Ergebnisse der neusten Entdeckung im Bulletin der National Speleological Society.[16]
- 1974: Während mehreren Expeditionen erforschen Jörg und Max Steiner der Ostschweizerischen Gesellschaft für Höhlenforschung (OGH) das Höhlensystem. Dabei entstand ein detaillierter Höhlenplan im Massstab 1:200. Weiter nahmen die Höhlenforscher Temperaturmessungen von Luft und Wasser sowie Untersuchungen der Sedimente, Flora und Fauna vor.[1][2]
- 1980er Jahre: Es finden Tauchvorstösse von Höhlentauchern in der Höhle statt.

## Intermittenz
Die Quelle wird seit Duri Champell als eine der wenigen intermittierenden Quellen der Schweiz beschrieben. Bis 1788 ist die Quelle gemäss den Autoren mehrmals täglich vollständig versiegt. Die Autoren berichten bis dahin von zwei bis sechs über den Tag verteilten Zyklen.
Spätestens seit 1857 wird das vollständige Versiegen der Quelle nicht mehr bestätigt. Offenbar erlosch das Phänomen irgendwann zwischen 1788 und 1857. Dennoch wurde das vollständige, tägliche Versiegen in Enzyklopädien oder in Reiseführern wie zum Beispiel dem Baedeker für die Schweiz bis weit ins 20. Jahrhundert hinein kolportiert.
Theodor F. Anker stellte 1954 nurmehr kleine Wasserspiegelerhöhung von 8 cm während der Abendstunden fest.
Das ursprüngliche, vollständige Pulsieren der Quelle wird mit periodischen Siphonfüllungen  und -entleerungen erklärt. Die heutigen, kleinen Wasserspiegelschwankungen wiederum werden durch Niederschläge und durch wärmebedingtes Abschmelzen des Firns im Gipfelbereich des Piz S-chalambert Dadaint erklärt.

## Aufbau des Höhlensystems
Das Höhlensystem besteht aus vier Höhlen: Der Ost-, West-, Nord- und Südhöhle. Die Gesamtlänge der vier Höhlen beträgt 408 Meter. Dabei entfallen 290 Meter auf die Quellhöhle (Südhöhle). Die Höhlen liegen im Alpinen Muschelkalk (Trias).
Von der Quellhöhle war bis 1953 bloss der Quelltopf und ein rund 50 m langer Gang bekannt. 
Im August 1953 konnte seitlich vom Quelltopf der Schluf «Wieselloch» aufgegraben werden. Danach folgt der wagenbreite Gang «Englische Promenade». Das «Wieselloch» wurde zu Ehren von Winifred Hooper mit deren Übername bezeichnet.
Der «Englischen Promenade» folgen zwei Hallen, der «Hof» und der 10 m hohe «Dom».
Der Dom schliesslich ist über einen oberen Gang («Hexengang», «Hexenboden») und einen unteren Gang mit der finalen «Feenkapelle» verbunden, welche 250 m vom Ausgang entfernt liegt. Die Bezeichnung der «Feenkapelle» (romanisch chapella da la diala, englisch Devil's Chapel) nimmt Bezug zur Sage Die letzten Herren von Tschanüff (siehe Abschnitt Literarische Bezüge).
Die Tropfsteinhöhle weist diverse Stalaktiten und Stalagmiten bis ca. 50 cm Grösse auf. Viele Stalaktiten sind durchsichtig. Auffällig ist eine hexenkopfähnliche Struktur im «Hexengang».
Durch die Erweiterungen von 1956 wurde die Funtana Chistagna zur längsten Höhle Graubündens. Aufgrund der Wasserflüsse und Korrelationen mit den Schwankungen der Aussentemperaturen ging man von einer Gesamtlänge der wasserführenden Kanäle von zwei Kilometern aus. Heute sind die Apollohöhle und die Obere Seehöhle, beide bei St. Antönien, die längsten Höhlen in Graubünden.
Nach den Erforschungen von 1956 wurde vermutet, dass weitere Gänge durch Entstopfung eines lehmgefüllten Siphons bei der «Feenkapelle» zu erschliessen sein könnten.

## Zoologie
Es wurde schon länger vermutet, dass die Höhlengänge der Funtana Chistagna von Fledermäusen genutzt würden.
Bei der Erforschung in den Jahren 1953 und 1954 wurde anhand von Fledermauskot festgestellt, dass nicht nur der vordere, seit langem begehbare Teil genutzt wurde, sondern auch der hintere, für Menschen bis dahin nicht zugängliche Teil. Man nimmt daher an, dass es  nebst dem «Wieselloch» weitere, für Fledermäuse passierbare Gänge gibt.

## Literarische Bezüge

### Sage von den letzten Herren von Tschanüff
Die Sage berichtet vom letzten Ritter auf der Burg Tschanüff bei Ramosch:
Trotz glücklicher Ehe ging der Ritter fremd und besuchte eine Fee in der Höhle der Funtana Chistagna. Durch eine List kam seine Frau hinter die Tat, folgte dem Ritter in die Höhle und ergatterte im Schlafe der beiden eine Locke der Fee zum Beweis. Später zur Rede gestellt, versprach der Ritter, die Fee nicht mehr zu besuchen. Da er das Versprechen hielt, wurde ein von der Fee ausgesprochener Fluch wirksam: Der Ritter kam im Krieg um, und die Söhne starben jung.
Die Fee aber weinte jeweils am Morgen zum Zeitpunkt, als sie früher jeweils den Ritter erwartet hatte, und ebenfalls am Abend, wenn er sie jeweils verlassen hatte. Die Tränen waren gemäss der Sage der Grund für die pulsierenden Schüttung der Quelle.

### Duri Champell
Der Engadiner Reformator Duri Champell untersuchte die Funtana Chistagna im Jahre 1562. Die Publikation seiner Erfahrung erfolgte 1573 im Werk Raetiae alpestris topographica descriptio (wörtlich Topografische Beschreibung des alpinen Rätien).
Obschon aus Duri Champells Besuch der Quelle die ersten heute bekannten Angaben über die Schüttung stammen und diese als objektiv betrachtet werden, stand für Champell nicht die wissenschaftliche, sondern die theologische Verwertung der Erfahrung im Vordergrund. Damit stand er in einer damals noch jungen philosophischen Tradition, für deren Beginn die Besteigung des Mont Ventoux durch Francesco Petrarca im Jahr 1336 steht.
Sein Bericht erweckt zum Beispiel durch die Nennung der Technologie der Sonnenuhr den Eindruck einer präzisen, objektiven Schilderung, und gleichzeitig bezeichnet er die Höhle als ostexponiert, obschon sie nordexponiert ist, eine Tatsache, die ihm gerade unter Verwendung einer Sonnenuhr nicht entgangen sein kann.

### Peider Lansel
Der Senter Peider Lansel liess sich 1936 durch die Funtana Chistagna zum Gedichtband La funtana chi staina inspirieren. In der Einleitung des Gedichtbands stellt er die intermittierende Quelle als Metapher für die Unvorhersehbarkeit der eigenen dichterischen Gestaltungskraft dar:
I nu’s podess chattar a lett’insaina

co quella per la poesia,

sbuorfland dal fop dal cour, funtana viva,

chi cur sto esser s’fa cun forza via

id oters temps – che dan! – dal tuot staliva.
Man könnt’ nichts Bess’res finden wohl als Zeichen

denn diese für die Dichterei,

sie sprudelt aus des Herzens Grund, lebend’ge Quelle,

und bricht mal kräftig ihre Bahn sich frei

und plötzlich – nein! – versiegt sie auf der Stelle.
Die Metapher stand zum Zeitpunkt des Erscheinens des Gedichts im Widerspruch zur damals bereits seit über einem halben Jahrhundert bekannten und mehrfach bestätigten Tatsache, dass die Quelle  nicht mehr intermittierend war.